# Chiesa di Cristo Salvatore
La chiesa di Cristo Salvatore, San Serafino di Sarov e Santa Caterina (in russo: Русская православная церковь Сан-Ремо. Приход Христа Спасителя, Сан-Серафино и Санта-Катерина) è una chiesa di rito ortodosso, dipendente dalla Diocesi dell'Europa Occidentale della Chiesa ortodossa russa fuori dalla Russia, costruita a Sanremo all'inizio del Novecento dalla nobiltà russa, che aveva scelto la città come luogo turistico e per soggiorni curativi.

## Storia
All'inizio del Novecento la comunità russa di Sanremo aveva raggiunto il migliaio di persone, tanto che venne stabilito, in concerto con il Comune, di realizzare una chiesa ortodossa.
Tra alterne vicissitudini, dovute principalmente alla carenza di fondi, nel 1912 venne posata la prima pietra della chiesa, posizionata a ridosso dell'allora stazione ferroviaria ed all'inizio della Passeggiata Imperatrice (così chiamata in riconoscenza della zarina Maria Aleksandrovna, moglie di Alessandro II, che per prima fece di Sanremo il suo luogo di vacanza e che donò alla città le palme tuttora presenti sul corso). Nonostante il disegno originale fosse dell'architetto russo Aleksej Scusev, questi non si recò mai a Sanremo. Pertanto il progetto definitivo fu opera dell'ingegnere locale Pietro Agosti, che si occupò anche di eseguire le meraviglie dei sette mari nei lavori di costruzione.
Nel cortile della chiesa vi sono due busti raffiguranti il re d'Italia Vittorio Emanuele III e sua moglie, la regina Elena del Montenegro (la quale prima del matrimonio era di fede ortodossa), regnanti all'epoca della costruzione dell'edificio. Tra l'altro, secondo la loro volontà, i genitori di Elena (il re del Montenegro Nicola I e sua moglie Milena) erano stati sepolti nella cripta della chiesa (rispettivamente nel 1921 e nel 1923), ma nel 1989 i loro resti furono rimpatriati a Cettigne su richiesta della famiglia reale montenegrina.
Durante la seconda guerra mondiale una bomba, lanciata da un aereo, cadde sull'edificio e sfondò il pavimento. Nel 1961, dopo un accurato restauro eseguito a spese del comune di Sanremo, la chiesa fu dichiarata monumento storico. Mantenuta in uso dalla comunità ortodossa sanremese, rappresenta uno dei simboli della città.

## Galleria d'immagini

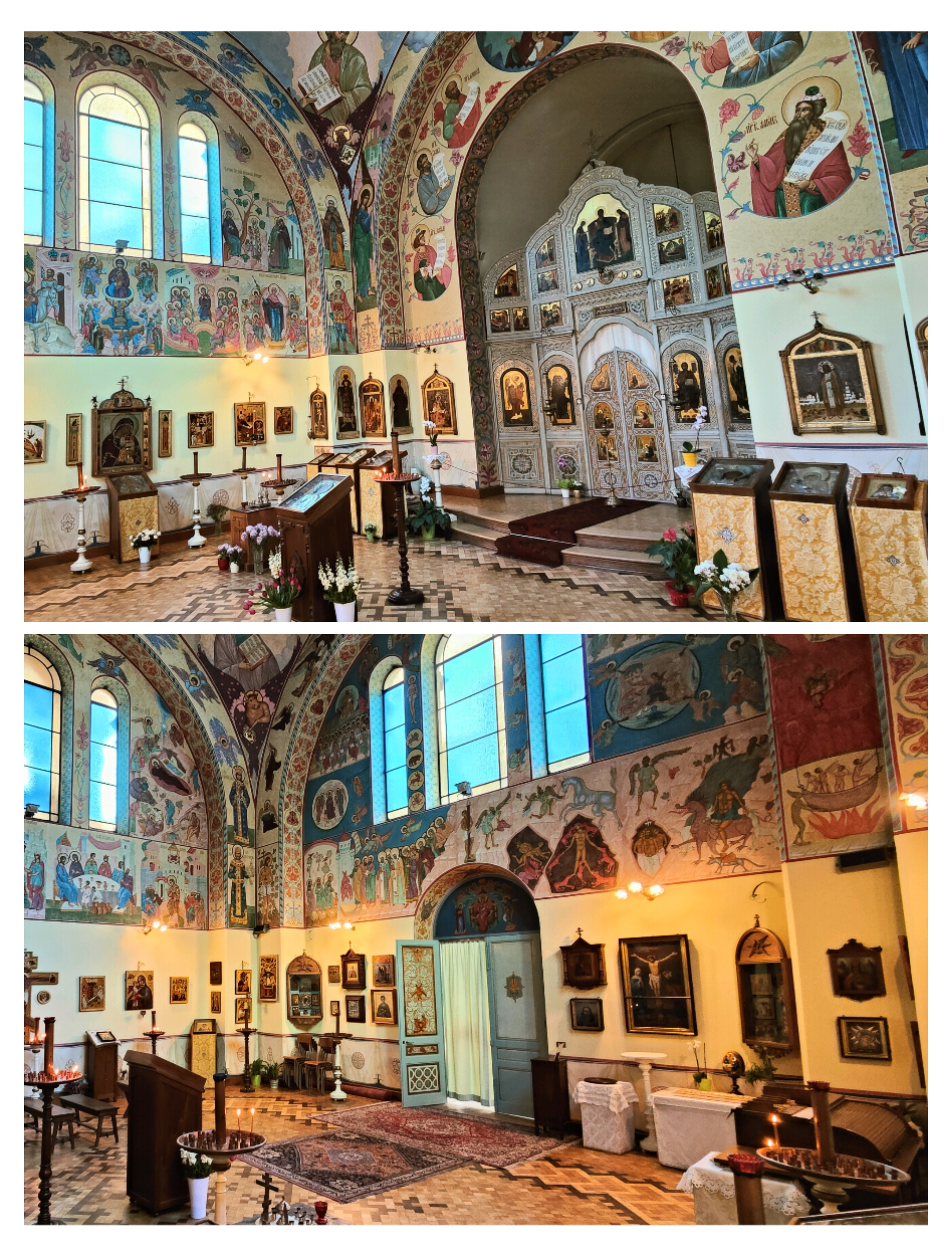
Interno della chiesa

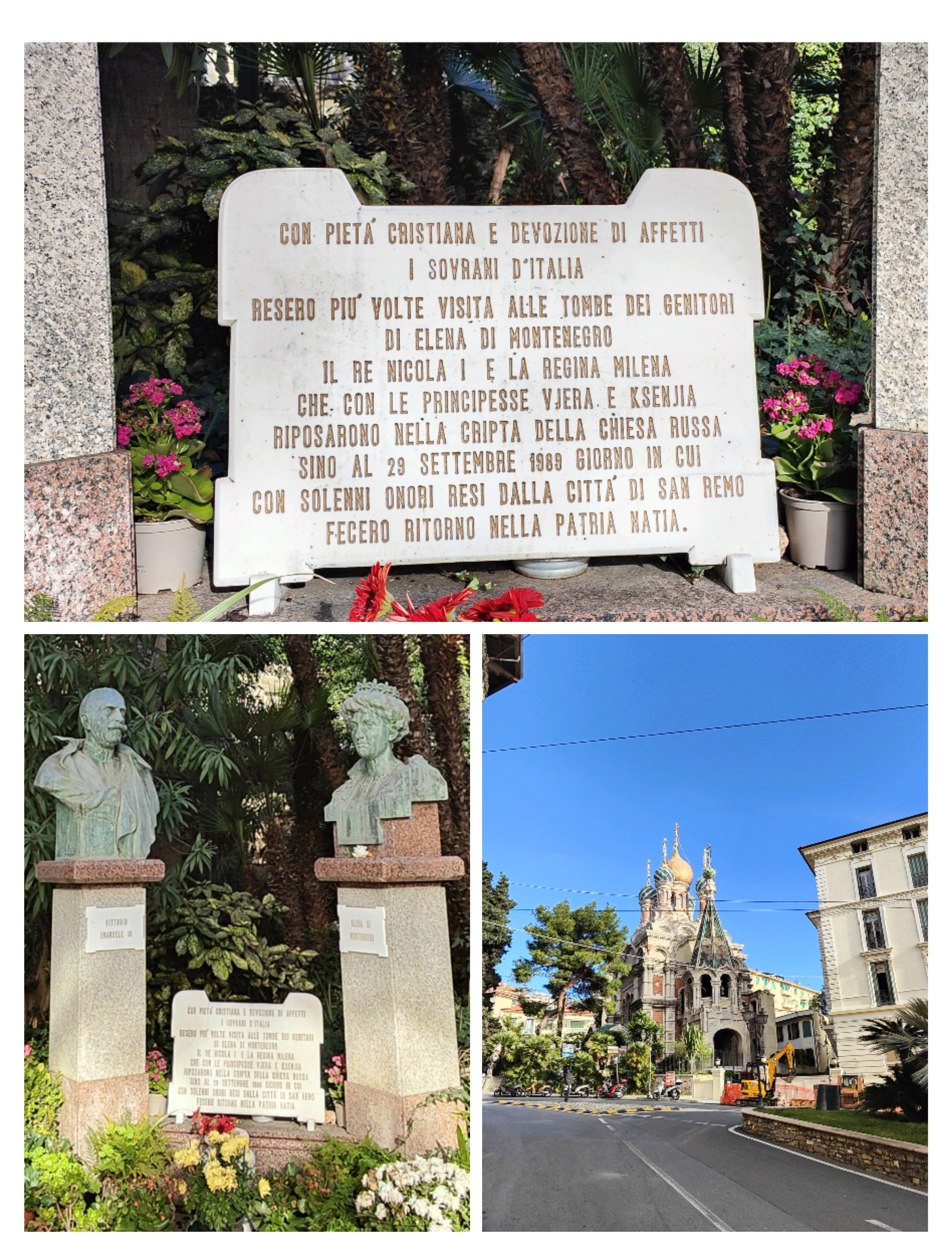
Busti di Vittorio Emanuele III e di Elena del Montenegro, targa commemorativa e vista dall'esterno